# Dalgety Bay
Dalgety Bay är en stad i Fife i Skottland. Byn är belägen 15,5 km 
från Edinburgh. Orten har 9 780 invånare (2016).